# Mohamed Abdelnasser
Mohamed Abdelnasser, Muhammad Abd an-Nasir (arab.: محمد عبد الناصر, Muḥammad ʻAbd an-Nāṣir) – piłkarz egipski grający na pozycji napastnika.

## Kariera klubowa
W swojej karierze Abdelnasser grał w klubie Al-Mokawloon al-Arab.

## Kariera reprezentacyjna
W 1998 roku Abdelnasser został powołany do reprezentacji Egiptu na Puchar Narodów Afryki 1998. Egipt wygrał ten turniej, a on sam był na nim rezerwowym zawodnikiem.